# Jimmy Case
James Robert Case – detto Jimmy – (Liverpool, 18 maggio 1954) è un ex calciatore e allenatore di calcio inglese, di ruolo centrocampista.

## Carriera

### Club
Ha esordito nel Liverpool il 26 aprile 1975, contro il QPR, vincendo 3-1.
Oltre che con i Reds, ha militato anche con il South Liverpool (squadra dilettante), Southampton, Bournemouth, Halifax Town, Wrexham, Darlington, Sittingbourne, Brighton, squadra di cui è divenuto manager.
Vinse coppa UEFA nel 1976 e, nel 1978, fu il primo calciatore a ottenere il premio "Bravo" proposto dal Guerin Sportivo e riservato ai calciatori europei minori di 23 anni.
Nel Liverpool giocò fino a giugno 1981.
A settembre passò al Brighton and Hove Albion, per la cifra di 350.000 sterline, e nel 1983 condusse il club, nonostante la retrocessione, a giocare la finale di F.A. Cup contro il Manchester Utd, poi vincitore del trofeo.
Nella sua carriera disputò 626 gare segnando 46 gol. Non entrò mai nel giro della Nazionale inglese, disputando solo una gara con l'Under-21 nel 1974.
Ha chiuso la carriera nel 1996, a Brighton.

## Palmarès

### Giocatore

#### Club

##### Competizioni nazionali
- Coppa d'Inghilterra: 1

Liverpool: 1973-1974
- Charity Shield: 5

Liverpool: 1974, 1976, 1977, 1979, 1980
- Campionato inglese: 4

Liverpool: 1975-1976, 1976-1977, 1978-1979, 1979-1980
- Coppa di Lega inglese: 1

Liverpool: 1980-1981

##### Competizioni internazionali
- Coppa UEFA: 1

Liverpool: 1975-1976
- Coppa dei Campioni: 3

Liverpool: 1976-1977, 1977-1978, 1980-1981
- Supercoppa UEFA: 1

Liverpool: 1977

#### Individuale
- Trofeo Bravo: 1978